# Museu Regional de Caeté

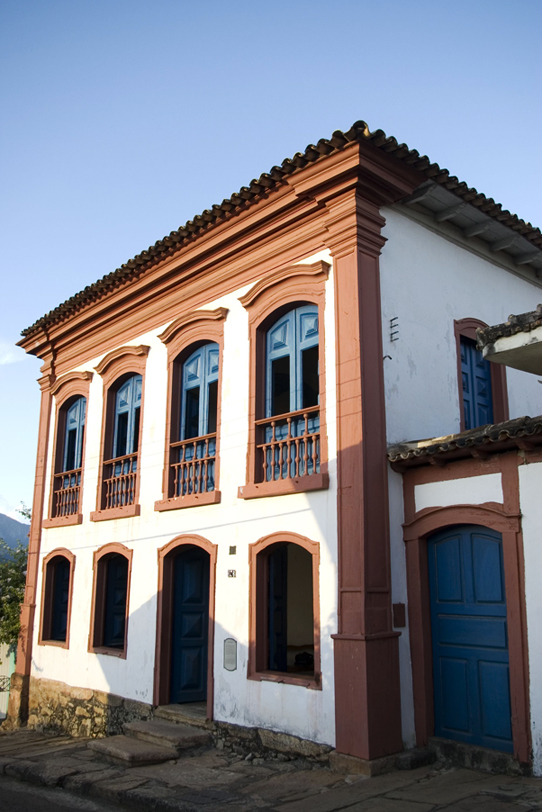
Fachada do Museu Regional de Caeté, antiga residência do Barão de Catas Altas.

O Museu Regional de Caeté, situado na cidade histórica de Caeté, Minas Gerais, foi inaugurado em 1979. Originalmente, o Museu Regional de Caeté fazia parte do Grupo de Museus e Casas Históricas de Minas Gerais, órgão da extinta Fundação Nacional Pró-Memória. Desde 2009, o Museu pertence ao Instituto Brasileiro de Museus (Ibram).
O prédio foi construído em fins do século XVIII para servir de residência. Teve como um dos seus primeiros moradores um militar, o Capitão Eugênio Lopes Varela, e seu mais famoso morador foi João Batista Ferreira Coutinho, o Barão de Catas Altas. Este último, proprietário de minas de ouro, recebeu o título de Barão por Dom Pedro I em 1829. Posteriormente, o imóvel foi ocupado pelas famílias Rosa e Varela da Fonseca (tradicionais famílias da região).
Em 1950 o imóvel foi adquirido pelo Departamento do Patrimônio Histórico e Artístico Nacional (DPHAN) e, após sua restauração, iniciou-se o processo de instalação de um museu. Mesmo criado pelo Decreto-Lei nº 8534, de 2 de janeiro de 1946, e tombado em 28 de junho de 1950, o museu só conseguiu ser inaugurado em 1979.

## Histórico
Em língua tupi "Caeté" quer dizer mato verdadeiro. Antes da chegada dos portugueses, essa era uma região habitada por índios Cataguás (ou Cataguases), que ironicamente não eram falantes do tupi. Como os Cataguás foram praticamente extintos pelos Bandeirantes no século XVII, pouco se conhece sobre seu idioma e sua cultura, mas é certo que não eram de língua do Tronco Tupi. Alguns autores consideram os Cataguás como índios guerreiros do Tronco Macro-Jê, que viviam no interior do território.
Os colonizadores portugueses chegaram ao Brasil pelo litoral e, desde o primeiro momento, já procuravam ouro, como comprova a carta de Pero Vaz de Caminha, do ano de 1500: "nela até agora, não pudemos saber que haja ouro, nem prata, nem coisa alguma de metal ou ferro". O ouro tão sonhado, no entanto, demoraria por volta de 190 anos para ser encontrado em grandes quantidades em Minas Gerais.[carece de fontes?]
Os colonizadores que se estabeleceram na região de São Paulo (na Capitania de São Vicente) costumavam usar mão de obra indígena escravizada em sua produção econômica, mais voltada para seu abastecimento interno do que para exportação. A princípio, esses colonizadores se aproveitavam de alianças com alguns grupos indígenas, e das guerras intertribais, para fazer escravos. Mas pouco a pouco, os colonizadores (e sua descendência mestiça) assumiram o comando das ações de aprisionamento. Mas também procuravam ouro, e por vezes eram pagos como mercenários para destruírem quilombos de africanos escravizados. Esses paulistas eram conhecidos como Bandeirantes.[carece de fontes?]
A sociedade bandeirante desenvolveu uma cultura própria, baseada na relação com os índios mais próximos do litoral, falantes do tupi. Inúmeros paulistas amigaram-se com índias de tribos aliadas, ou forçaram índias das tribos aprisionadas, gerando uma descendência de miscigenação cultural e étnica. É famoso o caso do português João Ramalho, que se casou com Bartira, uma das filhas do cacique tupiniquim Tibiriçá, para selar aliança política e militar com a tribo. Já as índias escravizadas, no entanto, tinham outro fim na bruta cultura de exploração colonial. Assim, no avançar das décadas, a sociedade paulista tornou-se majoritariamente mestiça: "mameluca", como eles diziam na época; uma sociedade luso-tupi.[carece de fontes?]
Andavam milhares de quilômetros, vencendo matas, montanhas, rios e a resistência bélica dos grupos que obviamente lutavam para não serem aprisionados. Nesses percursos, descobriram ouro onde viviam os guerreiros Cataguás (na região de Rio das Mortes, ainda ao sul de Minas Gerais).[carece de fontes?]

### A descoberta do ouro

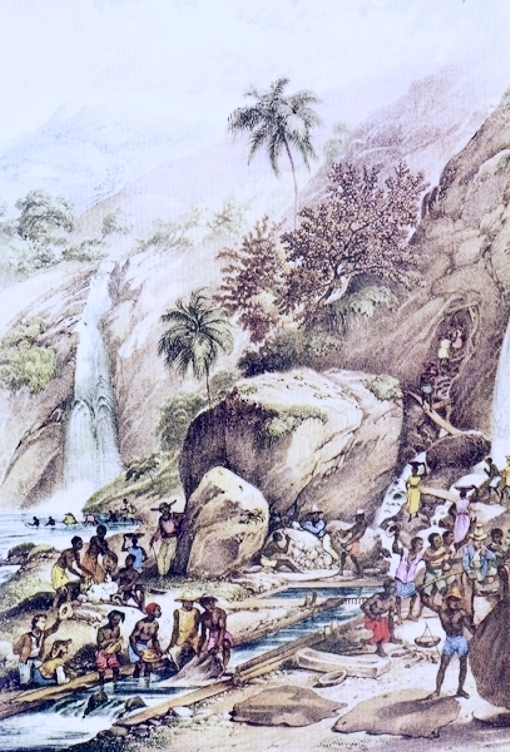
Lavagem do ouro, Rugendas, 1830. Nessa imagem, Rugendas retrata a extração de ouro de aluvião perto do pico do Itacolumi, em Ouro Preto.

Além de capturarem índios, os bandeirantes procuravam ouro e pedras preciosas. Há décadas os espanhóis enriqueciam com as minas de prata em sua extensa colônia americana: região vizinha ao Brasil. Embora tenham transcorrido quase 200 anos de buscas, não pode-se dizer que entre 1500 e 1690 inexistiram notícias de ouro no Brasil. No entanto, os primeiros achados ou eram "ouro de tolo" (o que indica a presença de ouro verdadeiro nas redondezas) ou eram poucas quantidades de ouro legítimo. Eram sinais animadores: havia ouro, embora não se sabia precisamente onde. Seguiam buscando, até que na região das Gerais (adentrando bastante os "Sertões de Taubaté") eles finalmente encontraram datas auríferas com grandes quantidades de minério: foi na década de 1690 que ocorreram essas primeiras descobertas significativas, na região do Rio das Mortes, ao sul do que atualmente é Minas Gerais. E logo também descobriram ouro no Rio das Velhas e, ainda mais ao norte, na Serra do Espinhaço. Pedras preciosas também: sendo o diamante a mais valiosa delas aqui encontrada.[carece de fontes?]

### Povoamento de Caeté
Ao bandeirante Lourenço Castanho Taques (irmão do Pedro Taques) são creditadas as primeiras entradas nos "Sertões de Caeté" (ou nas "Minas dos Cataguás"), entre 1662 e 1664. E a Leonardo Nardez Sisão é creditada a descoberta de ouro em Caeté, no ano de 1701. O afluxo de pessoas, tanto da colônia quanto do reino, para diversas localidades mineiras era tão grande que alguns arraiais simples vão se transformando em vilas. Em 1714, o governador Dom Braz Balthazar da Silveira decretou a criação da Vila Nova da Rainha do Caeté, mais conhecida pelo nome que os bandeirantes luso-tupi a chamavam: Caeté.[carece de fontes?]
Caeté é, portanto, uma cidade histórica dos primórdios da mineração, uma das oito "Vilas do Ouro", criadas ainda antes da emancipação política da Capitania de Minas, em 1720, fruto do desmembramento da Capitania de São Paulo e Minas do Ouro. A ordem de criação das vilas foi: 1ª) Mariana; 2ª) Ouro Preto; 3ª) Sabará (as três criadas em 1711); 4ª) São João Del Rey (1713); 5ª) Caeté (1714); 6ª) Serro (1715); 7ª) Pitangui (1718) e 8ª) São José Del Rey – hoje Tiradentes (1718).[carece de fontes?]
A notícia de ouro logo chegou aos mais longínquos pontos da Colônia e da Metrópole e, em pouco tempo, afluíram novas levas de migrantes. Diante da preocupante evasão de pessoas dispostas a cruzar o Oceano Atlântico atrás do ouro, a Metrópole teve que conter o despovoamento de seu pequeno reino europeu. Entre os colonos, tanto os do litorâneo Nordeste açucareiro quanto os do interiorano Nordeste vaqueiro, atravessaram os sertões da Bahia ao longo do Rio São Francisco, em direção às Minas Gerais. Migrações vieram até da capitania do Rio de Janeiro e de outros países da Europa. Todos, à princípio, pretendendo só garimpar ouro, sem garantias de como se alimentariam.[carece de fontes?]
Os grandes episódios de fome de 1701, que mataram vários arraiais nascentes, deram o alerta a muitos colonos e à própria coroa portuguesa: eram necessários organização e comando naquele processo caótico de ganância desenfreada. Fazendas ao redor das minas foram surgindo, assim como uma classe média de escribas, comerciantes, párocos, construtores e funcionários públicos para coleta de impostos e vigilância dos caminhos do ouro.[carece de fontes?]
Em 1704 Caeté já estava bastante povoada e contava entre seus principais fundadores muitos paulistas, mas também ricos baianos, como o luso-baiano Manoel Nunes Viana. Entre os bandeirantes, podemos citar D. Maria Borba, irmã de Manoel de Borba Gato (bandeirante, minerador e administrador sediado na vila vizinha de Sabará). Esses dois grupos lutavam pelos postos de administração e pelas melhores concessões de direitos mineradores na região. Não tardou para que essa tensão se transformasse em guerra: a famosa Guerra dos Emboabas, entre 1708 e 1709. Mas nessa guerra, tenha sempre em mente que paulistas e emboabas eram todos igualmente forasteiros numa terra recém-descoberta.[carece de fontes?]

### A Guerra dos Emboabas
Responsáveis pela descoberta do ouro, os paulistas reivindicaram a exclusividade de exploração aurífera. Eles alegavam o “direito de conquista” e chamavam os migrantes de outras regiões de “emboabas”, sobretudo os portugueses e baianos, que para lá migraram com africanos escravizados e várias cabeças de gado.[carece de fontes?]
Emboabas, em tupi, quer dizer pés com plumas. Por serem majoritariamente mamelucos, os paulistas viviam descalços, enquanto os baianos e portugueses chegavam às minas com suas botas. O aumento de emboabas desequilibrou a balança dos poderes locais, ameaçando o domínio dos paulistas.[carece de fontes?]
A Guerra dos Emboabas foi o ápice de uma longa série de incidentes, como a ida do bandeirante Borba Gato de Sabará até Caeté, para tentar banir da região o emboaba Manoel Nunes Viana, grande pecuarista e minerador. Em outubro de 1708, sob o comando do mesmo Nunes Viana, os emboabas iniciaram o levante com um ataque surpresa ao arraial do Sabará. O que se desenvolveu foi uma guerra civil em todo o território mineiro, com várias mortes, por meses.[carece de fontes?]
Nessa guerra, Nunes Viana foi aclamado governador das Minas pelos demais emboabas. Em agosto de 1709, o governador do Rio de Janeiro destituiu Nunes Viana do cargo, mas conservou a composição da estrutura administrativa nas mãos dos emboabas. Enfraquecidos politicamente, muitos paulistas resolveram sair do território das Minas Gerais. Partiram em novas bandeiras e encontraram ouro em Goiás e Mato Grosso.[carece de fontes?]

### Herança linguística das Bandeiras
Até meados do século XVIII, a "Língua Geral Paulista", majoritariamente tupi, foi mais predominante que a língua portuguesa em toda a capitania paulista. Essa foi a língua que acompanhou os bandeirantes nos desbravamentos e guerras pelos interiores do Brasil. Dessa forma, o tupi foi o tronco linguístico predominante no Brasil Colônia, e principal formador das duas maiores línguas gerais: o tupi do norte (Nheengatu da Amazônia), e o tupi do sul  (Língua Geral Paulista). Essas duas línguas gerais eram compostas por palavras do tupi, do português, do espanhol e de outras línguas indígenas de povos circundantes.
É por isso que Caeté, localidade originalmente habitada por índios dizimados pela sociedade bandeirante, tem ironicamente um nome de origem tupi.[carece de fontes?]

### O Barão de Catas Altas

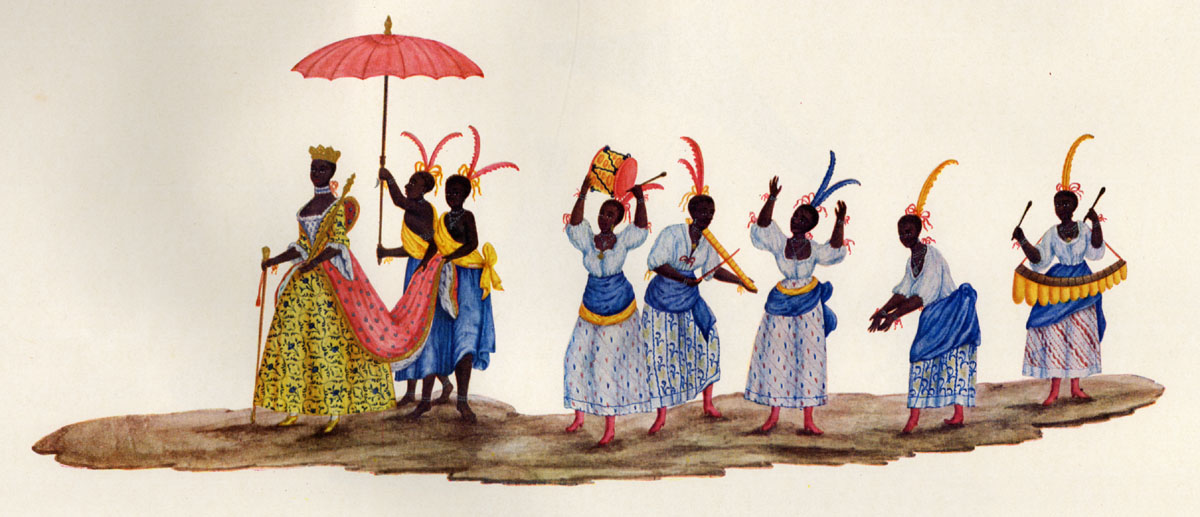
Congadas, de Carlos Julião, século XVIII. As Congadas são uma das celebrações populares, de sincretismo africano e europeu, presente no Museu Regional de Caeté.

De origem humilde, sacristão na aldeia de Catas Altas, o Barão de Catas Altas foi considerado o homem mais rico do Brasil durante o primeiro Império.[carece de fontes?]
Casou-se sucessivamente com duas irmãs, filhas de José Alvares da Cunha Porto, casado com sua irmã e proprietário de diversas minas de ouro, entre elas a de Gongo Soco. Tendo herdado uma parte da mina do Gongo Soco e tendo usurpado o resto da propriedade, ficou imensamente rico. Mais tarde, acreditando que o ouro estava se esgotando, vendeu a mina à Imperial Brazilian Mining Company em 1825, que ainda extraiu dela 30 mil libras esterlinas em ouro.[carece de fontes?]
No tempo de sua prosperidade, além da casa do Gongo, possuía belas residências em Caeté (hoje o Museu Regional de Caeté), Ouro Preto, Sabará, Santa Luzia e Brumado. Suas repetidas extravagâncias acabaram por arruiná-lo completamente. Morreu na pobreza.[carece de fontes?]

## Características do acervo do Museu

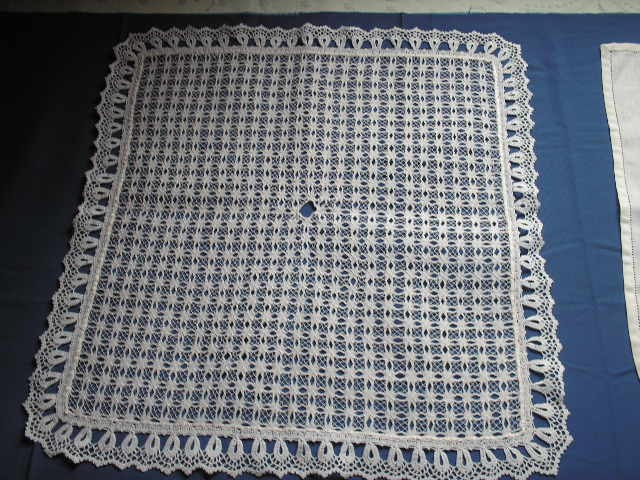
Bordado de bainha aberta: resgate de antiga tradição, feito pelo setor educativo do Museu Regional de Caeté.

O museu dá ênfase na história da cultura popular: a valorização dos saberes, fazeres e tradições da localidade, como fio condutor para preservar a memória de Caeté. O acervo é formado, em grande parte, por arte sacra e demais objetos não eruditos (sobretudo mobiliário), além de instrumentos musicais afro-brasileiros e de suplício dos povos da diáspora africana no longo período de escravização, fortemente presente na região das minas gerais  – combinada com as atividades educativas e culturais de resgate de tradições antigas da localidade, que estavam às portas do esquecimento: como o ensino e a prática do bordado de bainha aberta, e a pesquisa sobre festividades religiosas da região das minas, como a de Nossa Senhora do Rosário.[carece de fontes?]
O acervo do museu diz respeito à Cultura Popular, mais especificamente, ao campo das artes visuais e utilitárias: pinturas, esculturas, mobiliário, utensílios domésticos e outros tipos de objetos. Tal afirmação tem respaldo na apresentação visual dos objetos que compõem cada um desses campos e cuja característica principal é a maneira prática e “inculta” de sua execução. Por “inculta” entende-se a falta de completitude e de bem acabamento dado à obra, ainda que contenha o essencial da representação a que se proponha.[carece de fontes?]
Portanto, é por meio da valorização da cultura local (e da arte popular) que o Museu deseja contar a história de Caeté. Essa é sua linha mestra narrativa: o povo, suas tradições, sua cultura não erudita, sua história esquecida e comumente desvalorizada.[carece de fontes?]